# ألكسندر أوردال
ألكسندر أوردال (بالنرويجية البوكمول: Aleksander Aurdal)‏ هو متزحلق حر نرويجي، ولد في 25 مارس 1988.

## وصلات خارجية
- ألكسندر أوردال على موقع أوليمبيديا (الإنجليزية)